# Zvodnica (Vermeer)
Zvodnica (nizozemsko De koppelaarster) je slika olje na platnu iz leta 1656, ki jo je naslikal takrat 24-letni Jan Vermeer van Delft. Ogledate si ga lahko v Galeriji slik starih mojstrov v Dresdnu. To je njegova prva žanrska slika in prikazuje prizor sodobnega življenja, podobo plačanske ljubezni morda v bordelu. Razlikuje se od njegovih prejšnjih svetopisemskih in mitoloških prizorov. Je ena od le treh slik, ki jih je Vermeer podpisal in datiral (drugi dve sta Astronom in Geograf). Leta 1696 je bila slika, ki je bila prodana na dražbi v Amsterdamu, poimenovana Vesela družba v sobi.
Ženska v črnem, poševno gledajoča, »v noši nune«, bi lahko bila istoimenska zvodnica, medtem ko moški na njeni desni »nosi črno baretko in kombinezon z odrezanimi rokavi«, je bil prepoznan kot umetnikov avtoportret; obstaja podobnost s slikarjem v Vermeerjevi sliki Umetnost slikanja.
Zdi se, da so na Vermeerja vplivala prejšnja dela na isto temo Gerarda ter Borcha in Zvodnica (okoli 1622) Dircka van Baburena, ki je bila v lasti Vermeerjeve tašče Marie Thins in je visela v njenem domu. Nekateri kritiki so menili, da je slika netipična za Vermeerjev slog in izražanje, ker nima značilne svetlobe. Pieter Swillens je leta 1950 zapisal, da – če je delo sploh Vermeerjevo – prikazuje umetnika, ki »išče in tipa«, da bi našel primeren način izražanja. Eduard Trautscholdt je 10 let pred tem zapisal, da se »prvič v celoti pokaže temperament 24-letnega Vermeerja«.
Vrč na orientalski preprogi je del westerwaldske keramike. Čilim, vržen čez ograjo, verjetno izdelan v Ušaku, pokriva tretjino slike in prikazuje medaljone in liste. Glasbilo so verjetno citre. Temni plašč s petimi gumbi je Vermeer dodal pozneje. Moški v rdečem suknjiču, vojak, boža mlado žensko po prsih in ji v iztegnjeno roko spusti kovanec.
Po besedah Benjamina Binstocka bi to »temačno in mračno« sliko lahko razumeli kot psihološki portret njegove posvojene družine:81 in ne predstavlja didaktičnega sporočila. Binstock pravi, da je Vermeer svojo družino uporabil kot modeli; oskrbovalka bi lahko bila Vermeerjeva žena Catherina in razvratni vojak njen brat Willem.

## Izvor in razstave
Slika je bila v zbirki Waldstein v Duxu (danes Duchcov), nato pa jo je leta 1741 kupil poljski volilni knez Avgust III., volilni knez Saške.
Slika je bila leta 1980 razstavljena na razstavi Restaurierte Kunstwerke in der Deutschen Demokratischen Republic v Staatliche Museen zu Berlin, Altes Museum.
Te slike ne smemo zamenjevati z drugo istoimensko sliko Dircka van Baburena, niti s ponarejeno različico, ki so jo nekoč pripisovali Vermeerju in katere tehnična analiza leta 2011 je pokazala, da je v barvi bakelit, kar dokončno dokazuje, da je slika sodoben ponaredek. Najverjetneje jo je izdelal razvpiti ponarejevalec Han van Meegeren, ki je bil odgovoren za izdelavo več ponarejenih Vermeerjev in je znano, da je uporabil omenjeno smolo za utrjevanje barve.

## Materiali za slikanje
Tehnično preiskavo te slike je leta 1968 opravil Hermann Kühn. Analiza pigmentov je razkrila, da je Vermeer uporabljal svoje običajne pigmente, kot sta ultramarin v vrču za modro vino in svinčeno-kositrno rumena v suknjiču ženske. Kobaltno steklo je uporabil tudi v zelenih delih prta in v zanj manj običajnem zelenkastem ozadju.

## Druga literatura
- Liedtke, Walter A. (2001). Vermeer and the Delft School. Metropolitan Museum of Art. ISBN 978-0-87099-973-4.
- Wheelock, Arthur K., Jr., Johannes Vermeer, 1995, New Haven: Yale University Press, ISBN 0-300-06558-2
- Buijsen, Edwin, ur. (2010). The Young Vermeer. Zwolle: Waanders Publishers. ISBN 978-90-400-7680-0.